# David de Haen
David de Haen (Amesterdão, 1585 — Roma, 8 de agosto de 1622) foi um pintor e desenhista barroco neerlandês, ativo em Roma entre 1615 e 1622. Seus mecenas eram Vincenzo Giustiniani e Pietro Cussida.

## Biografia
David nasceu em Amesterdão e se mudou para Roma ainda jovem, onde permaneceu pelo resto de sua vida. Ele trabalhou com Dirck van Baburen em Roma na decoração da capela da Pietà na igreja de San Pietro in Montorio (1617–1620). Em 1619 e na primavera de 1620, de Haen e van Baburen estavam morando na mesma casa na paróquia romana de Sant'Andrea delle Fratte. David de Haen foi um dos seguidores de Caravaggio e pintou pinturas religiosas e históricas.